# 秋元梢
秋元梢（日文：／ Kozue Akimoto，1987年7月27日—），别名秋本梢，日本女模特兼演员，是日本相扑大师原横纲力士千代之富士贡之女、松田翔太之妻。